# Mohamed Ennouri
Mohamed Ennouri (arabe : محمد النوري), né en 1908 à Sfax et décédé le 8 novembre 1977, est un auteur-compositeur-interprète et musicien tunisien. Il est considéré comme l'un des promoteurs de la chanson populaire tunisienne.

## Carrière
Dès son jeune âge, il s’éprend de la musique, qu’il découvre à travers un voisin paysan qui joue d’un instrument populaire appelé fhal (sorte d’instrument fabriqué à partir de roseaux). Il est tellement subjugué par ses mélodies qu’il profite de l’absence du propriétaire pour en jouer. Mais le paysan s’en aperçoit et décide de ne plus laisser son instrument à domicile. Ennouri ne se décourage pas et fabrique son propre fhal. Son père, Sadok Ennouri, médecin de profession, s’oppose farouchement à cette passion pour la musique. Il fait tout pour l’en dissuader, en vain. Il finit par céder et lui achète un orgue qui lui permet de parfaire ses connaissances musicales. Puis, avec l’apparition des cithares sur le marché, il en acquiert une et franchit un nouveau palier dans le savoir-faire instrumental.
Il devient célèbre à Sfax et ses œuvres et galas obtiennent une large audience. Son répertoire est composé de chansons populaires mais aussi de 22 dawrs d’Oum Kalthoum et de Mohammed Abdel Wahab. Béchir Ressaïssi, promoteur des disques en Tunisie, vient l’écouter et lui demande de chanter une œuvre classique, Men baâd ennakad wel ghossa  (من بعد النكد و الغصة). Il lui propose de l’accompagner à Tunis puis à Paris en 1935. Il enregistre notamment :
- Men baâd ennakad wel ghossa (من بعد النكد و الغصة) ;
- Madam âyni hayya (مادام عيني حية) ;
- Heloua ya zinet ennessouan (حلوة يا زينة النسوان) ;
- Genre âroubi (اسطوانات عروبيات) ;
- Ya meskin ousefli halak (يا مسكين أوصفلي حالك) ;
- Esm fel foum hlou webnin (إسم في الفم حلو و بنين) ;
- Âlach haragtini (علاش حرقتيني) ;
- Idha kan thebb tabbaâni (إذا كان تحب تبعني).

De retour à Tunis, il rejoint la radio où il est le premier artiste à chanter en direct. Il donne un concert hebdomadaire et doit louer des musiciens et une chorale. Mais comme ses concerts sont gratuits, il s’endette lourdement et se trouve obligé d’abandonner la radio . Il y revient plus tard avec une émission hebdomadaire mais l'on décide unilatéralement d’y mettre fin et de l’orienter vers la célèbre émission populaire Gafla Tsir (Une caravane en marche), une émission d’arts populaires très appréciée. Il est amené à écrire les chants, à composer, à chanter, à jouer et à former les participants. On retient surtout de cette expérience les chansons qu’il compose pour la célèbre chanteuse libyenne, alors installée en Tunisie, Nejma Trabelsia. Dans les campagnes et les petites villes, le rendez-vous hebdomadaire de Gafla Tsir est sacré[réf. souhaitée]. Puis Trabelsia rentre en Libye et Ismaïl Hattab devient la vedette de l’émission ; le programme devient moins spontané et moins intéressant[réf. souhaitée].
En quarante ans, Ennouri atteint près de 4 000 chansons mais il n’en reste pas grand-chose à la radio . Il décède le 8 novembre 1977.

## Répertoire
Parmi ses œuvres encore disponibles, on peut présenter la liste suivante de chansons dont il a écrit les paroles :
| Interprète        | Titre                            | Nom original                | Compositeur            |
| ----------------- | -------------------------------- | --------------------------- | ---------------------- |
| Naâma             | Ma bin el bareh wel youm         | ما بين البارح و اليوم       | Abdelhamid Sassi       |
| Naâma             | Ya âyni biya gharriti            | يا عيني بيا غريتي           | Mohamed Ennouri        |
| Mohamed Ferchichi | Welfi ma negdar nensah           | ولفي ما نقدر ننساه          | Abdelaziz Ben Abdallah |
| Mohamed Ferchichi | Âchiya fel bahr                  | عشية في البحر               | Mohamed Ennouri        |
| Mohamed Ferchichi | Ya ben adam bel wajeb koum       | يا ابن آجم بالواجب قوم      | Mohamed Ennouri        |
| Mohamed Ferchichi | Ya khouila                       | يا خويلة                    | Mohamed Ennouri        |
| Safia Chamia      | Ya mthil ârf el yes              | يا مثيل عرف الياس           | Ali Chalgham           |
| Hédi Kallel       | Nbouhelkom belli fi qalbi        | نبوحلكم باللي في قلبي       | Boujemâa Abdennebi     |
| Hédi Kallel       | Sobhan Rabbi ach khlag w sawwar  | سبحان ربي آش خلق و صور      | Hédi Jouini            |
| Najet Samir       | Ya fayza ridak                   | يا فائزة ريدك               | Ouannès Kraïem         |
| Najet Samir       | Âlach tkhalli fiya nhebbak       | علاش تخلي فيا نحبك          | Mohamed Lahmar         |
| Najet Samir       | Halef ma nehouach ghirak         | حالف ما نهواش غيرك          | Mohamed Ennouri        |
| Nourhène          | Ândi warda âziza âlay            | عندي وردة عزيزة علي         | Hédi Jouini            |
| Nourhène          | Ya om el ôyoun essoud            | يا أم العيون السود          | Hédi Jouini            |
| Nourhène          | Ya hager qalbi                   | يا هاجر قلبي                | Ounnès Kraïem          |
| Nourhène          | Zina                             | زينة                        | Mohamed Ennouri        |
| Nabila Turki      | Ya qalbi sallem                  | يا قلبي سلم                 | Mohamed Ennouri        |
| Nabila Turki      | Warda fi yeddek tsabbah          | وردة في يدك تسبح            | Mohamed Ennouri        |
| Nabila Turki      | Wallah ya lou ma nkhaf men Allah | والله يا لو ما نخاف من الله | Mohamed Ennouri        |
| Nabila Turki      | Ya labsa el malia                | يا لابسة الملية             | Mohamed Ennouri        |
| Nabila Turki      | Fatanni jamalak ya ward          | فتني جمالك يا ورد           | Mohamed Ennouri        |
| Zouhair Salem     | Ya naem                          | يا نايم                     | Kaddour Srarfi         |
| Hédi Jouini       | Sallem 3ala ahbab                | سلم على الأحباب             | Hédi Jouini            |
| Radhia            | Ya shajra Rabbi âllak            | يا شحرة ربي علاك            | Ahmed Kalaï            |
| Radhia            | Yessâad sabahak ya baba          | يسعد صباحك يا بابا          | Mohamed Ahmed          |
| Hamadi Aydi       | Bolbol fi raoudha                | بلبل في روضة                | Mohamed Dridi          |
| Hamadi Aydi       | Ettir yeghanni                   | الطير يغني                  | Ameur Fakhfakh         |
| Hassiba Rochdi    | Sir ya lagreg sir                | سير يا الأزرق سير           | Mohamed Ennouri        |
| Jaouhara          | Ya samaâ farhak yezid            | يا سامع فرحك يزيد           | Mohamed Ennouri        |
| Taoufik Ennaceur  | Eddonia tetbassem layya          | الدنيا تتبسم ليا            | Mohamed Ali Wahid      |
| Ahmed Hamza       | Nosbor nosbor                    | نصبر نصبر                   | Mohamed Ennouri        |
| Ahmed Hamza       | Ezraâ weghres bortokal           | ازرع و اغرس برتقال          | Mohamed Ennouri        |
| Ahmed Hamza       | Erjaâ ya âmmi yehdik             | إرجع يا عمي يهديك           | Ahmed Hamza            |
| Ahmed Hamza       | Âzaïez galbi dhlamni             | عزيز قلبي ظلمني             | Ahmed Hamza            |
| Fatma             | Essaâd                           | السعد                       | Mohamed Ennouri        |
| Fatma             | Galbi fi hobbak msammem          | قلبي في حبك مصمم            | Mohamed Ennouri        |
| Fethia Khaïri     | Echajra elli nghanni âliha       | الشجرة اللي نغني عليها      | Kaddour Srarfi         |
| Kacem Kefi        | Ya sakna fel galb                | يا سكنة في القلب            | Mohamed Ennouri        |
| Kacem Kefi        | Soug el jemal                    | سوق الجمل                   | Mohamed Ennouri        |
| Kacem Kefi        | Galbi mâadheb                    | قلبي معذب                   | Mohamed Ennouri        |
| Kacem Kefi        | Zina ya moulet echama            | زينة يا مولاة الشامة        | Mohamed Ennouri        |
| Kacem Kefi        | Kabelni wahkili                  | قابلني و أحكيلي             | Mohamed Ennouri        |
| Aïcha             | La techki wla tebki              | لا تشكي و لا تبكي           | Mohamed Ennouri        |
| Ezzeddine Idir    | Ya lendera                       | يا لندرى                    | Ezzeddine Idir         |
| Ezzeddine Idir    | Ya warda ya zahou dlili          | يا وردة يا زهو دليلي        | Ezzeddine Idir         |
| Oulaya            | Eqraa ya weldi wetâallem         | إقرأ يا ولدي و تعلم         | Maurice Meimoun        |
| Amor Azzali       | Ya tounes ya âziza âlaya         | يا تونس يا عزيزة عليا       | Hassen Gharbi          |
| Ali Riahi         | Bahija                           | بهيجة                       | Ali Riahi              |
| Ali Riahi         | Âroussa jemila                   | عروسة جميلة                 | Ali Riahi              |
| Mustapha Charfi   | Elli nhebbou ghab                | اللي نحبو غاب               | Maurice Meimoun        |
| Mohamed Ennouri   | Sahm echefar                     | سهم الشفر قتال              | Mohamed Ennouri        |
| Mohamed Ennouri   | Dhalamouni                       | ظلموني                      | Mohamed Ennouri        |
| Mohamed Ennouri   | Essobh sabbah                    | الصبح صبح                   | Mohamed Ennouri        |
| Mohamed Ennouri   | Bellah ya horra                  | بالله يا حرة                | Mohamed Ennouri        |
| Mohamed Ennouri   | Ya nas mahla hobbaha             | يا ناس محلى حبها            | Mohamed Ennouri        |
| Mohamed Ennouri   | Ya khouya yelzem tetâallem       | يا خويا يلزم تتعلم          | Mohamed Ennouri        |

Il a également composé quelques chansons écrites par d’autres paroliers dont :
| Interprète      | Titre                      | Nom original           | Auteur/parolier  |
| --------------- | -------------------------- | ---------------------- | ---------------- |
| Hamadi Aydi     | Habbitek hobbi jabbar      | حبيتك حبي جبار         | Mokhtar Hachicha |
| Hassiba Rochdi  | Ya Hadia                   | يا هادية               | Ahmed Ghalleb    |
| Mohamed Ennouri | Ya Fatma âlach bahdhaltini | يا فاطمة علاش بهذلتيني | Ali Mamoghli     |